# Радій-224
Радій-224 (символ: 224Ra), також відомий як Торій X (ThX) — природний ізотоп радію з періодом напіврозпаду 3,66(4) доби. 91,4% випромінювання, яке він випускає, становить альфа-випромінювання. Це прямий продукт розпаду торію, що було доведено в 1900 році вченим Ернестом Резерфордом.

## Утворення і розпад
Радій-224 утворюється при розпаді торію-228:
{\displaystyle \mathrm {^{228}_{90}Th} \rightarrow \mathrm {^{224}_{88}Ra} +\mathrm {^{4}_{2}He} .}
Крім того, радій-224 утворюється при бета-розпаді францію-224 (період напіврозпаду 3,33(10) хв, енергія розпаду 2 830(50) кеВ) і при бета-плюс-розпаді актинію-224 (період напіврозпаду 2,78(17) год, енергія розпаду 1 408(4) кеВ):
{\displaystyle \mathrm {^{224}_{87}Fr} \rightarrow \mathrm {^{224}_{88}Ra} +e^{-}+{\bar {\nu }}_{e};}
{\displaystyle \mathrm {^{224}_{89}Ac} \rightarrow \mathrm {^{224}_{88}Ra} +e^{+}+{\nu }_{e};}
{\displaystyle \mathrm {^{224}_{89}Ac} +e^{-}\rightarrow \mathrm {^{224}_{88}Ra} +{\nu }_{e}.}
Радій-224 зазнає α-розпаду, в результаті розпаду утворюється нуклід 220Rn, також відомий як радіоактивний газ торон (енергія, що виділяється 5 788,85(15)  кеВ):
{\displaystyle \mathrm {^{224}_{88}Ra} \rightarrow \mathrm {^{220}_{86}Rn} +\mathrm {^{4}_{2}He} .}
З вкрай низькою ймовірністю (4,0(12) × 10−9 %) радій-224 зазнає кластерного розпаду з утворенням нукліда 14C:
{\displaystyle \mathrm {^{224}_{88}Ra} \rightarrow \mathrm {^{210}_{82}Pb} +\mathrm {^{14}_{6}C} .}

## Фізичні властивості
Це природний ізотоп радію з атомною масою 224. В результаті розпаду він випускає випромінювання, що складається з альфа-променів (91,4%), бета-променів (4,1%) і гамма-променів (4,5%).

## Історія
Елемент торій був відкритий у 1829 році Якобом Берцеліусом . Наприкінці 19 століття Марія Кюрі довела його радіоактивні властивості. У 1900 році Ернест Резерфорд продемонстрував, що радій-224 (тоді він називався торієм Х) є продуктом прямого розпаду торію з коротким періодом напіврозпаду.

### В медицині
Між 1913 і 1916 роками німецький дерматолог Джозеф Ядассон запропонував можливе використання нового ізотопа в лікуванні шкірних захворювань. Його також вводили людям, які страждають на анемію. Після початку Другої світової війни використання торію X було широко поширене серед лікарів у Європі та, меншою мірою, у Сполучених Штатах. До середини 20 століття радій-224 вважався безпечним терапевтичним засобом . Його використовували, серед іншого, для лікування псоріазу та гніздової алопеції . Між 1930 і 1950 роками розчин торію X був популярним засобом для видалення винних плям.
У Німеччині з 1944 по 1964 рік Торій X вводили або наносили на шкіру пацієнтів, які страждали на туберкульоз кісток і хворобу Бехтерева. Продукт був доступний під торговою назвою Peteosthor. У 1948 році педіатр Гайнц Шпісс, провівши дослідження, помітив, що препарат Peteosthor може бути шкідливий для здоров'я. У 1950-х роках Шпіссу вдалося припинити використання препарату в лікуванні дітей. Передбачається, що терапія радієм-224 призводить до захворюваності на базальноклітинний рак шкіри. Тому від цього засобу почали відмовлятися, а наприкінці 1960-х рр. він був виключений з медицини Пізніше, після обстеження 800 осіб, які отримували лікування радієм-224, було показано, що у понад 50 із них контакт із ізотопом викликав розвиток раку кісток.
Торій X також використовувався у виробництві косметики та товарів повсякденного попиту, зокрема: німецька радіоактивна зубна паста Doramad.